# Арбузов, Владислав Владимирович
Владислав Владимирович Арбузов (род. 21 июня 1995, Альметьевск, Татарстан) — российский хоккеист, защитник.

## Биография
Воспитанник «Нефтяника» Альметьевск. В сезоне-2011/12 РХЛ дебютировал за «Спутник» Альметьевск, со следующего сезона — игрок этой команды в МХЛ-Б. В сезоне-2013/14 перешёл в систему «Ак Барса», играл в МХЛ и ВХЛ за «Барс» и «Ирбис». После начала сезона-2015/16 вернулся в «Нефтяник». 28 августа 2016 года перешёл в «Металлург» Новокузнецк, за который провёл 36 матчей в КХЛ. 26 декабря 2016 года был обменян из «Ак Барса» в «Нефтяник» на денежную компенсацию. 3 июля 2017 был обменян из «Ак Барса» в «Нефтехимик» на денежную компенсацию. Не сыграл ни одного матча, и 20 сентября был обменян обратно. Провёл шесть матчей за «Барс» в ВХЛ и 24 октября перешёл в «Нефтяник» Альметьевск. Затем играл в ВХЛ за «Чэнтоу» и ЦСК ВВС (2019/20), «Нефтяник» (2020/21), «Тамбов» (2021/22).
В сезоне-2022/23 — игрок команд чемпионата Беларуси «Гомель» и «Химик» Новополоцк. Выступал в чемпионате Казахстана за «Бейбарыс» (2023/24) и «Актобе» (2023/24 — 2024/25). 16 мая 2025 года покинул «Актобе», и появилась информация о его переходе в клуб чемпионата Беларуси российский «Славутич» Смоленск.
Чемпион ВХЛ (2016).